# Irene Mahlich
Irene Mahlich (* 7. November 1923 als Irene Jeniceck) ist eine Schauspielerin und Synchronregisseurin.

## Karriere
Irene Jeniceck heiratete Mitte der 1940er Jahre den späteren Produktionschef der DEFA, Hans Mahlich. Das Ehepaar lebte in Weimar, wo 1945 der gemeinsame Sohn Holger geboren wurde.
In den frühen 1960er Jahren begann Irene Mahlich mit ihrer Arbeit als Synchronregisseurin, vorwiegend für das DEFA Studio für Synchronisation in Berlin, die sie bis zum Tod ihres Mannes im Jahre 1986 fortsetzte. Sie führte vor allem bei den deutschen Fassungen italienischer, französischer, ungarischer und russischer Filme und Fernsehserien Dialogregie. In den 1980er Jahren schrieb sie auch Dialogbücher.
Zu den Filmen und Fernsehserien, die sie betreute, gehören Das goldene Haupt (1963; dt. Fassung 1965), Der Triumph des Musketiers (1964; DDR-Fassung 1967), Adolars phantastische Abenteuer (1969–1972), Gauner von Format (1971; dt. Fassung 1974) und Frau Holle (1985).
Ende der 1960er und Ende der 1970er Jahre war Mahlich zudem als Darstellerin in zwei Filmen zu sehen. 1969 unter der Regie Rolf Römers in He, Du! als Dolmetscherin und 1977 unter der Regie von Günter Reisch als Ungarische Ärztin in Anton der Zauberer.

## Privates
Irene Mahlichs Sohn Holger Mahlich ist ebenfalls Schauspieler, zudem ist er als Synchron- und Hörspielsprecher bis heute erfolgreich (u. a. Inspektor Cotta in den Die drei ???-Hörspielen). Holger Mahlichs Sohn Leonhard Mahlich, ist insbesondere als Synchronsprecher bekannt (u. a. die deutsche Stimme von Chris Pratt in den Guardians of the Galaxy- und Jurassic World-Filmen).
Irene Mahlich lebt, laut Aussagen der Familie und von Kollegen, heute in Budapest, wo sie noch Theater spielen soll.